# Leon Krijgsman
Leon Krijgsman (Leiden, 17 juni 1973) is een Nederlandse televisiepresentator. Tien jaar lang presenteerde hij programma's bij Jetix.

## Levensloop
Krijgsman brengt zijn jeugd in Katwijk aan Zee door. Na het behalen van zijn mavo-diploma probeert ook nog een jaartje havo, maar haakt na dat jaar af en gaat in een supermarkt werken. Na twee jaar besluit hij om de opleiding tot Z-verpleegkundige te volgen. Tussen zijn studies en werk door, werkt hij ook veel in het theater. In september 2003 werden er twee van zijn nieuwe toneelstukken uitgegeven. 
In 1999 heeft hij samen met Sylvie van der Vaart het Screentestweekend gewonnen bij (toen nog) Fox Kids (daarna Jetix en nu het huidige Disney XD). In de loop der jaren heeft hij voor de zender veel diverse programma's gepresenteerd. In deze programma's duikt hij geregeld op als een of ander typetje. 
Tegenwoordig werkt hij bij RTV Katwijk, de lokale tv-zender van Katwijk aan Zee.

## Programma's

### Jetix (2005-2009)
- Nationale Kids TV (2006)
- FilmFlits (2005-2008)
- Jetix Flits: Het Feest van Sinterklaas, achter de schermen (2005-2008)
- Auto's (2005)
- Jetix Flits: LegoWorld verslag (2005-2008)
- Dokter Furby (2005)
- Smarties Pop-Up Show (2005)
- Jetix Cap Hunt (2005)

### Fox Kids (1999-2005)
- Auto's (2004)
- Fox Kids Soccer Camps (2002)
- Smarties Pop-Up Show (2002-2004)
- Fox Kids Flits: Het Feest van Sinterklaas, achter de schermen (2001-2004)
- Fox Kids Flits: LegoWorld verslag (2001-2004)
- Fox Kids Camps (2000)
- Smiths 24Games (2000-2002)
- Radio Control Race (2000-2003)
- Tina-Dag reportage (1999)
- Fox Kids Screentestweekend (1999) Winnaar